# Richard Medioni
Richard Medioni, né le 11 avril 1947 et mort le 13 novembre 2016 à Reims, est un journaliste et rédacteur en chef français, qui fut aussi directeur artistique dans l'édition.

## Biographie

### Parcours
Entré aux Éditions Vaillant début 1968, Richard Medioni a été rédacteur en chef du magazine Pif Gadget de 1971 à 1973.
À partir de 1980, Richard Medioni est directeur artistique dans l'édition de beaux livres.
De mai 2008 à mai 2010, il a été rédacteur en chef du webzine Période Rouge, consacré à la période 1942-1973 de Vaillant et Pif Gadget.
Il travaille ensuite exclusivement pour les Éditions Diane de Selliers.

### Mort

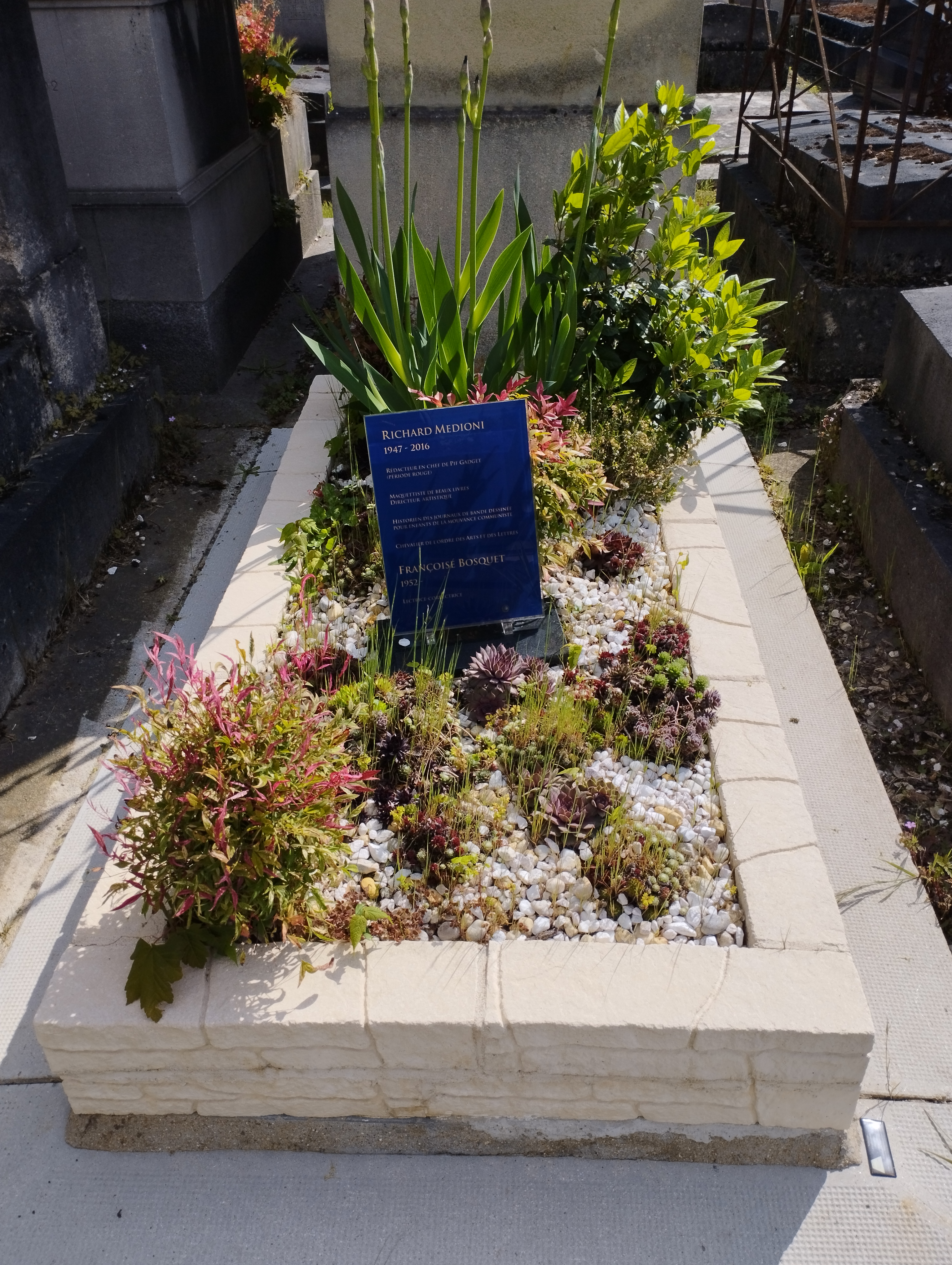
Tombe de Richard Medioni au cimetière du Montparnasse (division 10).

Il meurt le 13 novembre 2016 à Reims, à l'âge de 69 ans, et est inhumé au cimetière du Montparnasse (division 10).

## Publications

### AuxÉditions Vaillant Collector
- 2003 : Pif Gadget, La véritable histoire des origines à 1973
- 2012 : Mon camarade, Vaillant, Pif Gadget : l'histoire complète, 1901-1994 : les journaux pour enfants de la mouvance communiste et leurs BD exceptionnelles
- 2016 :  Mon camarade, L'intégrale 1933 - 1939[7]

### AuxÉditions Diane de Selliers
- 2001 : L'Iliade et l'Odyssée d'Homère, illustrées par Mimmo Paladino
- 2001 : L'autoportrait au vingtième siècle, de Pascal Bonafoux
- 2001 : Les Métamorphoses d'Ovide illustrées par la peinture baroque
- 2007 : Le Dit du Genji de Murasaki-shikibu, illustré par la peinture traditionnelle japonaise
- 2011 : Ramayana de Valmiki, illustré par les miniatures indiennes
- 2012 : Le Cantique des oiseaux d'‘Attar, illustré par les miniatures iraniennes
- La Divine Comédie de Dante, Les Fables de La Fontaine, Les Contes de La Fontaine, Voyages en Italie de Stendhal, Faust de Goethe, Don Quichotte de Cervantès, Le Décaméron de Boccace, Les Fleurs du Mal de Baudelaire, Alice au Pays des Merveilles, De l'autre côté du miroir de Lewis Carroll, Éloge de la Folie d'Érasme, La Légende dorée de Jacques de Voragine, Poésies, Illuminations, Une saison en enfer de Rimbaud, Le Cantique des cantiques, Le Moyen Âge flamboyant, Yvain et Lancelot de Chrétien de Troyes, Orient, mille ans de poésie, Des mérites comparés du saké et du riz.

## Prix et distinctions
- Chevalier de l'ordre des Arts et des Lettres (5 juillet 2011)[8]
- Prix André-Malraux 2003, pour Les Métamorphoses d'Ovide illustrées par la peinture baroque
- Prix du livre d’art de La Nuit du livre 2003 pour L'Iliade et l'Odyssée d'Homère, illustrées par Mimmo Paladino
- Grand prix du jury de La Nuit du livre 2004 et prix du Cercle Montherlant de l'Académie des beaux-arts pour L'autoportrait au vingtième siècle, de Pascal Bonafoux
- Grand Prix du jury de La Nuit du livre 2009 et distinction du ministère de la Culture japonais pour Le Dit du Genji de Murasaki-shikibu, illustré par la peinture traditionnelle japonaise
- Prix du livre d’art de La Nuit du livre 2012 et prix Ikuo Hirayama de l'Académie des inscriptions et belles-lettres pour Ramayana de Valmiki, illustré par les miniatures indiennes
- Prix du Cercle Montherlant / Académie des beaux-arts 2013 et prix international du Livre de l'année, Téhéran (2014), pour Le Cantique des oiseaux d'‘Attar, illustré par les miniatures iraniennes